# The Party Ain't Over Yet
Albums de Status Quo
Riffs
(2003) In Search of the Fourth Chord
(2007)
Singles
1. The Party Ain't Over Yet
Sortie : 12 septembre 2005
2. All That Counts Is Love
Sortie : 31 octobre 2005

The Party Ain't Over Yet est le 27e album studio du groupe de rock anglais Status Quo. Il est sorti le 19 septembre 2005 sur le label Sanctuary Records et a été publié par Mike Paxman.

## Historique
En mars 2005, le groupe commence à travailler sur les chansons qui composeront le nouvel album. Alors que le groupe est en studio dans le Comté de Surrey pour son enregistrement, il signe un nouveau contrat avec une nouvelle maison de disque, Sanctuary Records et consacrera la dernière semaine de mai à mettre la touche finale à l'album.
Le 12 septembre 2005 sort le premier single The Party Ain't Over Yet, une chanson de John David qui donnera aussi son nom à l'album. Elle fera son entrée directement à la 11e place des charts britanniques, ce qui en feras le single ayant fait la meilleure entrée dans les charts. Le deuxième single sera aussi une composition de John David, All That Counts Is Love qui se classa à la 29e place et qui confirmera Status Quo dans son statut de groupe ayant eu le plus de singles classés dans les charts anglais.
L'album sortira une semaine plus tard pour commémorer le quarantième anniversaire de la rencontre de Francis Rossi et Rick Parfitt. Il se classa à la 18e place en Grande-Bretagne. Il entra aussi dans le classement français, 184e place, ce qui n'était plus arrivé de puis 1996 et l'album Don't Stop.

## Liste des tires
| No  | Titre                        | Auteur                                | Durée |
| --- | ---------------------------- | ------------------------------------- | ----- |
| 1.  | The Party Ain't Over the Yet | John David                            | 3:50  |
| 2.  | Gotta Get Up and Go          | Francis Rossi, Bob Young              | 4:17  |
| 3.  | All That Counts Is Love      | John David                            | 3:40  |
| 4.  | Familiar Blues               | Rick Parfitt, Andy Bown               | 5:09  |
| 5.  | The Bubble                   | Bown, John Edwards                    | 5:36  |
| 6.  | Belavista Man                | Parfitt, Edwards                      | 4:21  |
| 7.  | Nevashooda                   | Bown, Matt Letley                     | 3:52  |
| 8.  | Velvet Train                 | Bown, Edwards                         | 3:33  |
| 9.  | Goodbye Baby                 | Rossi, Young                          | 4:08  |
| 10. | You Never Stop               | Rossi, Parfitt, Bown, Edwards, Letley | 4:33  |
| 11. | Kick Me When I'm Down        | John Davis, Webb Wilder               | 3:17  |
| 12. | Cupid Stupid                 | Rossi, Young                          | 3:51  |
| 13. | This Is Me                   | Parfitt, Edwards                      | 4:47  |

## Musiciens
- Francis Rossi : guitare solo, chant
- Rick Parfitt : guitare rythmique, chant sur Familiar Blueset Belavista Man
- Andy Bown : claviers, guitare, harmonica, chœurs
- John Edwards : basse, guitare
- Matt Letley : batterie, percussions

## Charts

### Album
| Pays                          | Durée du classement | Meilleur classement | Date              |
| ----------------------------- | ------------------- | ------------------- | ----------------- |
| Allemagne (GfK Entertainment) | 5 semaines          | 19e                 | 3 octobre 2005    |
| Écosse (Scottish Album Chart) | 3 semaines          | 16e                 | 25 septembre 2005 |
| France (SNEP)                 | 1 semaine           | 184e                | 24 septembre 2005 |
| Pays-Bas (MegaCharts)         | 2 semaines          | 65e                 | 24 septembre 2005 |
| Royaume-Uni (UK Albums Chart) | 3 semaines          | 18e                 | 25 septembre 2005 |
| Suède (Sverigetopplistan)     | 2 semaines          | 17e                 | 29 septembre 2005 |
| Suisse (Schweizer Hitparade)  | 5 semaines          | 21e                 | 2 octobre 2005    |

### Singles
| Single                   | Chart              | Durée du classement | Position | Date              |
| ------------------------ | ------------------ | ------------------- | -------- | ----------------- |
| The Party Ain't Over Yet | (Single Top 100)   | 1 semaines          | 90e      | 3 octobre 2005    |
| The Party Ain't Over Yet | (UK Singles Chart) | 3 semaines          | 11e      | 18 septembre 2005 |
| All That Counts Is Love  | (UK Singles Chart) | 2 semaines          | 29e      | 6 novembre 2005   |